# Стадион Радомир Антић
Стадион Радомир Антић, некада познат као Градски стадион у Ужицу или стадион Слободе или Беглук је стадион са више намена у Ужицу, Србија. Тренутно се користи највише за фудбалске мечеве и он је домаћи терен Слободе Ужице.

## Историја
Градња стадиона је почела априла 1946. године, а незванично је отворен 9. јуна 1946. пријатељском утакмицом Слободе и Славије из Сарајева, док је званично отварање имао 24. септембра 1946. у пријатељској утакмици против Партизана, а по том датуму (ослобођење Ужица у Другом светском рату) стадион је и добио име. Стадион је 1980. реконструисан, када су изграђене источна и јужна трибина.
Након пласмана ФК Севојно у Суперлигу Србије, Севојно и Слобода Ужице су спојени у један клуб, Слобода Поинт Севојно, и због тога је стадион био комплетно реновиран да би могао да задовољи критеријуме за играње суперлигашких утакмица. Изграђена је нова западна и северна трибина, исток и запад су били реконструисани, а вредност радова је била 220 милиона динара. На запад (2650) и исток (3348) су постављене столице па на стадиону укупно има 5998 седећих места и са стајаћим местима на југу и северу стадион има капацитет за око 15 хиљада гледалаца.
Реновирани стадион је званично отворен 21. августа 2011. првенственом утакмицом Слободе ПС и Партизана, а домаћин је победио са 2:1.
Највећа посета је била 18.000 гледалаца на мечу Купа Маршала Тита 1967. против Црвене звезде (1:2).
Дана 14. септембра 2013. одиграна је прва утакмица под светлошћу нових рефлектора, када се Слобода пред око 10.000 гледалаца у мечу Суперлиге Србије састала са Партизаном (1:2).
Дана 12. августа. 2021. године, стадион је променио име по некадашњем успешном српском фудбалеру и тренеру Радомиру Антићу.

## Утакмице репрезентације
Дана 6. септембра 2011. репрезентација Србије до 21. године одиграла је меч квалификација за Европско првенство 2013. са Фарским острвима на овом стадиону. Репрезентација Србије је 25. маја 2016. одиграла пријатељски меч са Кипром, где је победила 2:1.